# Ruy el pequeño Cid
Ruy el pequeño Cid è un singolo pubblicato a nome di Guido e Maurizio De Angelis nel 1980.
L'interprete accreditato del brano principale è Comino. Ruy juega, il lato B del singolo, è la versione strumentale con ritmo accelerato della canzone citata.
Il testo del brano, che faceva da sigla iniziale all'edizione in spagnolo dell'anime Ruy il piccolo Cid, è stato scritto da Cesare De Natale e Susan Duncan Smith e Jose Hidalgo su musica e arrangiamento originali di Guido e Maurizio De Angelis.
La base musicale della canzone fu utilizzata anche per la sua versione in portoghese Ruy o pequeño Cid, pubblicata nel 1981, per quella in italiano Ruy il piccolo Cid, incisa da Benedetta Serafini nel 1982, e per quella in francese Rody le petit Cid, interpretata da Thierry Le Luron e messa in commercio come singolo nello stesso anno.

## Tracce
Lato A
- Ruy, el pequeño Cid - (Cesare De Natale-Susan Duncan Smith-Jose Hidalgo-Guido De Angelis-Maurizio De Angelis)

Lato B
- Ruy juega - (Guido De Angelis-Maurizio De Angelis)